# Alfredo Saint-Jean
Alfredo Óscar Saint-Jean (Chascomús, 8 de noviembre de 1926-Chascomús, 1 de septiembre de 1987) fue un militar argentino que ocupó de facto durante trece días la suma de los poderes ejecutivo y legislativo, nacional y provinciales, durante la última dictadura cívico-militar tras la renuncia de Leopoldo Fortunato Galtieri, luego de la derrota militar decisiva sufrida en la guerra de las Malvinas.

## Biografía
Alfredo Óscar era el cuarto, de cinco de los hijos del matrimonio de Manuel Saint Jean y Juana Larralde. Sus hermanos fueron el general de brigada Ibérico Manuel Saint-Jean (1922-2012), el capitán de navío Heli Orlando Saint-Jean (1925-1971), Belma Lucía Saint-Jean (n. 1923), y María Juana Saint-Jean (n. 1924).
Estudió en el Colegio Militar de la Nación.

### Matrimonio y descendencia
Alfredo Óscar había contraído matrimonio con María Beatriz Dauna Olmos, nacida en Chascomús el 12 de marzo de 1930, y con quien tuvo tres hijos: Alfredo Óscar (n. 1952), Daniel Héctor (n. 1954) y María Beatriz (n. 1957)

## Ministro del Interior

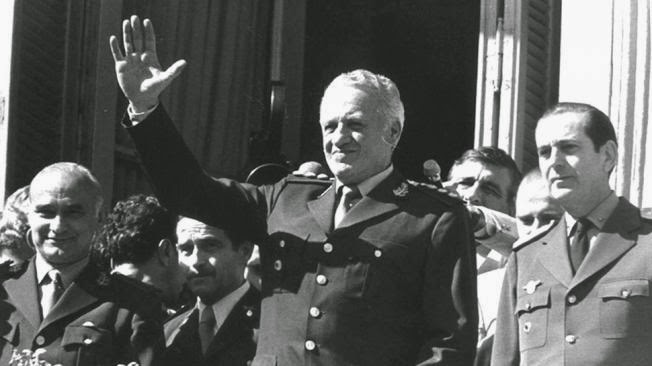
De izq. a der.: Saint-Jean, Leopoldo Galtieri y Roberto Moya el 2 de abril de 1982 en el balcón de Casa Rosada.

Después del golpe de palacio del 11 de diciembre de 1981 que depuso al gobierno de facto del teniente general Roberto Eduardo Viola y del mandato interino del vicealmirante Carlos Alberto Lacoste que duró once días, el general de división Alfredo Oscar Saint-Jean fue designado para ocupar el cargo de ministro del Interior el 22 de diciembre de 1981, pasando de esta forma a integrar el gabinete del teniente general Leopoldo Fortunato Galtieri, quien había asumido la presidencia de facto de Argentina ese mismo día. Una vez puesto al frente de la cartera del interior, dejó de prestar servicios como secretario general del Ejército Argentino, su último destino militar.

### Represión de la Marcha «Paz, pan y trabajo»
Saint-Jean había estado al frente de la secretaría general del Ejército y de la cartera de Interior durante el gobierno de Galtieri. Desde esa cartera, Saint Jean fue responsable de la represión del 30 de marzo de 1982 a los manifestantes que participaron de la marcha a Plaza de Mayo «Paz, pan y trabajo» convocada por la CGT, con Saúl Ubaldini y otros sectores gremiales a la cabeza. El entonces ministro justificó la violencia: «Fue una verdadera intención de gimnasia, no voy a decir terrorista, pero no anda muy lejos, de subversión».
Renunció a la cartera del interior luego del fin de la guerra de Malvinas y la posterior renuncia de Leopoldo Galtieri al cargo de presidente. Luego de que Bignone asumió el 1 de julio, el ministro del interior fue el general de división (R) Llamil Reston.

## Presidencia interina
Tras la caída de Leopoldo Fortunato Galtieri el 17 de junio de 1982, debida a la derrota argentina en la Guerra de Malvinas, el General de División Alfredo Saint-Jean padeció el desprestigio asociado a la actuación de las fuerzas terrestres en el conflicto armado. 
El nombramiento de Cristino Nicolaides como titular del Ejército el 18 de junio de 1982, generó que Oscar Saint-Jean pase forzosamente al retiro.
El disenso interno entre el representante del Ejército Argentino en la Junta Militar de Gobierno, el Teniente General Cristino Nicolaides, y los jefes de la Armada Argentina, el Almirante Jorge Isaac Anaya y de la Fuerza Aérea Argentina, el Brigadier General Basilio Arturo Ignacio Lami Dozo, le permitió ocupar interinamente el cargo de presidente hasta el 1 de julio. La Junta Militar se disolvió debido a que la Fuerza Aérea y la Armada no aceptaban que el general de División retirado Reynaldo Bignone, propuesto por el Ejército, asumiera la presidencia. Tras la partición de la junta, el Ejército Argentino se hizo cargo enteramente del poder e impuso a Bignone, quien asumió inmediatamente el cargo, anunciando el inicio del proceso de entrega del poder a las autoridades civiles.
Sin embargo, el gobierno volvería a estar repartido equitativamente entre la Armada, la Fuerza Aérea y el Ejército. El 17 de agosto de 1982 tuvo lugar la asunción del brigadier general Augusto Jorge Hughes como titular de la Aeronáutica, en reemplazo de Lami Dozo. El almirante Rubén Oscar Franco reemplazó a Anaya como jefe de la Marina el primero de octubre de ese año. De esta manera gobierno pasó a estar nuevamente bajo el mando de una Junta Militar compuesta por los titulares de las tres Fuerzas Armadas a partir del 1 de octubre de 1982.

## Procesamiento
El general de división Alfredo Saint-Jean fue procesado por la comisión de 33 delitos de Lesa Humanidad en los distintos cargos que ocupó, sobre todo como jefe de la Subzona 12, centro y oeste de la provincia de Buenos Aires. Sin embargo la sanción de las leyes de Punto Final y Obediencia Debida impidieron que el procesamiento pudiera continuar.